# Mariah Yohana
Mariah Yohana Gomes Silva Abílio (João Pessoa, 9 de agosto de 2008) é uma cantora e atriz brasileira.

## Carreira
Mariah ficou conhecida após ser finalista da terceira temporada do The Voice Kids Brasil, exibida pela Rede Globo em 2018. Cativou o público e jurados pela sua autenticidade, e fez a internet ir à loucura desde sua primeira apresentação.
Recebeu a "Medalha Cidade de João Pessoa", maior honraria da Câmara Municipal de João Pessoa, por representar a cidade com excelência.                                                                                                                                                                                             

## The Voice Kids Brasil
| Etapa             | Data       | Música | Resultado | Ref.  |
| ----------------- | ---------- | --- | --------- | ----- |
| Audições às cegas | 21/01/2018 | "É de Chocolate" | Aprovada  | [ 1 ] |
| Batalhas          | 04/03/2018 | "Narizinho" | Aprovada  | [ 3 ] |
| Oitavas de Final  | 11/03/2018 | "Uni Duni Tê" | Aprovada  | [ 4 ] |
| Quartas de Final  | 25/03/2018 | "Biquini de Bolinha Amarelinha" | Aprovada  | [ 5 ] |
| Semifinal         | 01/04/2018 | "Depende de Nós" | Aprovada1 | [ 6 ] |
| Final             | 08/04/2018 | "Piuí Abacaxi" "Acima do Sol" (ao lado de ex-participantes) "Sonífera Ilha" (com os finalistas) "Ainda Lembro" (dueto com Carlinhos Brown) "Não se Reprima" "Será" (com os finalistas) | 2° lugar  | [ 7 ] |

↑  A participante, eliminada na semifinal, retornou a competição após uma análise detalhada sobre as casas decimais na apuração dos votos. Sem arredondamento, a participante Talita Cipriano deveria ser eliminada ao invés de Mariah.

## Filmografia
- 2018-The Voice Kids (Brasil)-Participante (Finalista)|TV Globo
- 2021-Canta Comigo Teen -Participante (Finalista)|Record TV
- 2022-Travessia (telenovela)-Brisa Ribeiro (criança)|TV Globo